# Osječko pivo
Osječko pivo je prvo hrvatsko pivo s izvornom recepturom i tradicionalnim načinom proizvodnje koje proizvodi Osječka pivovara, locirana na Zelenom polju, Osijek, i ima tradiciju proizvodnje piva više od tri stoljeća. Prvi zapisi o proizvodnji piva datiraju još iz davne 1664. godine, kada je izvjesni gospodin Bauer izučio zanat u Njemačkoj. Danas pivovara godišnje proizvodi 300.000 hl piva s tendencijom stalnog rasta. 2004. godine pivovara je uspješno izvršila rekonstrukciju postrojenja i time poboljšala kvalitetu piva. 2008. Osječko pivo odlučuje se na rebranding, potaknuto kontinuiranim gubljenjem domaćeg tržišnog udjela u borbi s jakim internacionalnim brandovima piva na zasićenom tržištu. Cilj rebrandinga bio je osnažiti percepciju o kvaliteti i stvoriti jedinstvenu priču kako bi se ovo pivo moglo boriti sa snažnim internacionalnim brandovima. Istraživanje tržišta, branda i njegove konkurencije dovelo je do stvaranja jedinstvene komparativne prednosti. Ona se sastoji od kombinacije diferencirajućih funkcionalnih i emocionalnih prednosti. Repozicioniranje i cjelokupna brand strategija tako je ponovno oživjela tradicionalni i oslabljeni brand u brand koji ujedinjuje tradiciju i moderno, te je relevantniji mlađoj i urbanijoj ciljnoj skupini. Na temelju platforme branda Osječkom pivu redizajniran je logotip, kao i cjelokupni vizualni identitet. Rezultati su bili vidljivi već nakon 5 mjeseci – prodaja je porasla za 15%, a urbana populacija raspravljala je o novom izgledu redizajnirane boce na forumima, blogovima i društvenim mrežama. U travnju 2009. godine Pivovara mijenja ime u Osječka pivovara d.d. Osječka pivovara d.d. je najstarija hrvatska pivovara i jedina u stopostotnom hrvatskom vlasništvu.

## Povijest
Porezne knjige iz 1697. godine spominju proizvodnju piva u Tvrđavici i Varoši, ali prvi zapisi spominju gospodina Bauera koji je proizvodio pivo još davne 1664. godine. Godine 1694. u Osijeku se spominju tri pivara: Joseph Hamerl, Johan Conrad Steer i Vitus Casper. 1695. godine podignuta je pivovara u osječkom predgrađu koja je godinu dana kasnije proizvodila 56 akova (otprilike 32 l) piva. Prvi popis stanovnika iz 1697. godine spominje postojanje pivovare locirane u predgrađu te na otoku s druge strane Drave. 1702. godine za vlasnika pivovare identificiran je Matija Holtzleitner iz Donjeg grada. Pivarski majstor Matija Reith čija je obitelj u 19. stoljeću imala pivovaru se spominje 1755. godine. 1856. godine Kajetan Šeper, koji je pivarski obrt izučio u Češkoj i Austriji, osniva pivovaru koja je preteča današnje Osječke pivovare. Godišnja proizvodnja piva iznosi 600 hl i obrt se održao do 1. svjetskog rata kada ga preuzima Kajetan Šeper. 1899. godine Aleksandar Bauer osniva pivovaru na glavnom trgu u Donjem gradu. Nakon 2. svjetskog rata pivovara se, zbog nacionalizacije i lošeg poslovanja, 1956. godine pripaja osječkom poduzeću "Vinopromet". Nakon dvije godine se pivovara osamostaljuje i započinje rad kao samostalno poduzeće za proizvodnju piva, slada i leda. Od 1958. do 1965. godine pivovara se rekonstruira pa se proizvodnja povećeva sa 6 000 na 86 000 hl na godinu. Lokacija u središtu grada ograničava daljnji razvoj pa se pivovara preseljava na novu lokaciju na Zelenom polju, industrijska zona. 14. travnja 1979. godine pivovara započinje s radom na novoj lokaciji. Šest godina kasnije (1985. godine) pivovara raskida ugovor s "Vinoprometom" i postaje samostalno društveno poduzeće. 2004. godine Osječko pivo dobiva novi izgled ali i novi okus kakav znamo danas. U 2009. Osječko pivo prolazi rebranding, redizajn logotipa i vizualnog identiteta te raste u prodaji. Od travnja 2009. godine pivovara posluje pod novim imenom Osječka pivovara d.d.

## Vrste

### Svijetlo
Svijetlo Osječko pivo je lager pivo svijetlo zlatne boje s 11.8% ekstrakta i 4,5% alkohola. Toči se u boce od 0.25 l, 0.33 l i 0.5 l; limenke od 0.33 l i 0.5 l; PET ambalažu od 1 l i 2 l te bačve od 30 l i 50 l.

### Crno
Crno Osječko pivo bogato je hranjivim sastojcima i ima 12% ekstrakta. Blago smećkaste je boje i toči se u boce od 0.33 l i 0.5 l, limenke od 0.5 l i bačve od 30 l.

### Crni Radler
Osvježavajući spoj osječkog crnog piva i limunovog soka. Blago smećkaste je boje s crvenim nijansama i toči se u boce od 0.5 l, limenke od 0.5 l, PET ambalažu od 2 l i bačve od 30 i 50 l.

## Manifestacije vezane za Osječko pivo
Svake godine (do 2009.) se u listopadu održavala manifestacija "Jesen uz Osječko" pod pokroviteljstvom Osječke pivovare. Neki od poznatijih bendova koji su nastupali na manifestaciji su: Zabranjeno Pušenje, Belfast Food, Goran Bare i plaćenici, Let 3, itd. Pivo se prodavalo po promotivnim cijenama i manifestacija je trajala tjedan dana. Sadržaji na manifestaciji bili su pivnica s tradicionalnim pivarskim jelima, zabavni program uz tamburaše i KUD-ove te pivarske igrice s bogatim nagradama. 2009. godine pokrenuta je nova glazbeno-kulturna manifestacija pod nazivom "Dani prvog hrvatskog piva". Osim navedenih manifestacija, Osječko pivo sponzor je i brojnih drugih događanja koja promiču urbanu kulturu, ali i tradiciju regije, poput, Urbanog festivala Osijek, Đakovačih vezova, Pannonian Challengea, Dana otvorenog neba, We love music festivala te Fashion Incubatora.

## Poveznice
- Izvorno hrvatsko

## Vanjske poveznice
- Službene stranice Pivovare d.d.